# Sought and Found
Sought and Found, A Story of the Welsh Grail is een studioalbum van de Brit Adrian Wagner. Het is niet zozeer een muziekalbum, doch een vertelling van een verhaal door Tim Bowley begeleid door muziek van Adrian Wagner op de achtergrond. Het album vertelt het verhaal over een Welshe Graal, de Nanteos Cup. Deze graal bevond zich ongeveer 200 jaar geleden in Nanteos Mansion en zou de Heilige Graal zijn. Deze graal zou in de loop der tijden terecht zijn gekomen in Glastonbury (16e eeuw), vervolgens Strata Florida Abbey en zou na veel omzwervingen beland zijn in Nant Eos, later Nanteos Mansion (circa 1730), Aberystwyth. Het verhaal is gebaseerd op een document dat opgemaakt is in 1905 onder de titel Sought and Found. De Nanteos Cup is al tijden zoek.
Het album kent twee tracks, die alleen vanwege de administratie nog zijn gescheiden, vermoedelijk het resultaat van de opnamen op een muziekcassette. De verhaalstem is kalm, waardoor het lijkt op een vertelling voor een blinden.
Bijzonderheid: de opera Parsifal van Richard Wagner, overovergrootvader van Adrian, is waarschijnlijk geïnspireerd door het verhaal; Richard Wagner verbleef enige tijd in Nanteos Mansion.